# Hymny orfickie
Hymny orfickie – powstały w II lub III wieku anonimowy zbiór hymnów religijnych, pochodzących rzekomo od Orfeusza. Przypuszcza się, iż były dziełem jednego autora. Powstałe prawdopodobnie w Azji Mniejszej utwory zostały przekazane w rękopisach wspólnie z Hymnami homeryckimi oraz hymnami Kallimacha i Proklosa. Zbiór obejmuje 87 krótkich pieśni religijnych, poprzedzonych wstępem adresowanym do Muzajosa.
Mające w większości formę litanii hymny adresowane są do poszczególnych bogów greckich, ze szczególnym wyszczególnieniem Dionizosa, któremu poświęcono 8 pieśni.
Pierwszy pełny, naukowy przekład hymnów orfickich na język polski, autorstwa Emilii Żybert, ukazał się w 2012 roku nakładem wrocławskiego wydawnictwa Atut. W roku 1993 Jacek Dziubiński przełożył 30 z 87 hymnów, a w roku 2003 Daniel Zarewicz dokonał przekładu artystycznego.